# Holohalaelurus melanostigma
Holohalaelurus melanostigma (лат.) — малоизученный вид рода африканских пятнистых акул (Holohalaelurus) семейства кошачьих акул (Scyliorhinidae). Обитает в западной части Индийского океана у берегов Южной Африки. Максимальный размер 38,4 см. Вероятно, размножается, откладывая яйца, заключённые в капсулы. Эти безвредные рыбы не представляют коммерческой ценности и не являются объектом любительского рыболовства. 

## Таксономия
H. melanostigma ранее считали синонимом африканской пятнистой акулы (Holohalaelurus punctatus) и пятнистой акулы Ригана (Holohalaelurus regani). Вид известен всего по 4 музейным образцам. Пока не обнаружено ни одного образца самки. Видовое название melanostigma происходит от слов греч. μελανος — «чёрный» и греч. στίγμα — «знак, клеймо, татуировка, пятно, отметина».

## Ареал и среда обитания
Ареал H. melanostigma ограничивается прибрежными водами Танзании, включая Занзибар, и  Кении. Вероятно, существует только одна популяция. Эти донные акулы встречаются на глубине 607—658 м.

## Описание
Плакоидные чешуйки на дорсальной поверхности от основания грудных до основания первого спинного плавника увеличены; крупные чешуйки на дорсальной поверхности грудных плавников отсутствуют. Бороздки по углам рта незаметны. У голотипа имеется 121 позвонок. Во рту 57 верхних и 50 нижних зубных рядов. Фоновый окрас тусклого серо-коричневого цвета, по нему разбросаны крупные коричневые отметины, пятна и полосы. Белые пятна отсутствуют.

## Биология и экология
О жизни этих акул известно мало. Детёныши имеют в длину 26,7 см, подростки 33 и 33,5 см. Самцы достигают половой зрелости при длине 38,4 см.

## Взаимодействие с человеком
H. melanostigma не представляют опасности для человека. Коммерческой ценности не имеют. Для оценки статуса сохранности вида данных недостаточно.